# Kostel svatého Jiljí (Vrbice)
Kostel svatého Jiljí je římskokatolický chrám ve Vrbici v okrese Břeclav. Jde o farní kostel římskokatolické farnosti Vrbice u Břeclavi. 
Kostel ve Vrbici byl již ve 14. století (v roce 1343 bylo rozhodnuto, že desátek z obce má náležet čejkovickému kostelu a kobylský kostel má právo užívat desátek z 6 prostředních lánů ze všech dvaceti v obci). Od roku 1749 obec patřila do farnosti Kobylí.
V roce 1909 vznikla Jednota svatého Jiljí, jejíž náplní byla příprava stavby kostela. Po čtyřech letech nejrůznějších peripetií byl v říjnu 1913 položen základní kámen kostela a již na jaře 1914 byl kostel zastřešen. Stavbu pak ale bylo nutné přerušit kvůli první světové válce, do které narukovalo sedm desítek mužů z obce včetně stavitele kostela. 
Kostel vysvětil 10. října 1920 brněnský biskup Norbert Klein. Věž je vysoká 35 metrů.